# Ben Wysocki
Benjamin Joseph Wysocki (ur. 26 listopada 1984) – perkusista piano rockowej grupy The Fray z Kolorado. 
Przyznał on, że już jako dziecko pragnął zostać rock and rollowym perkusistą. Jego idolami są Ringo Starr z The Beatles i Jack Irons z Red Hot Chili Peppers. Na perkusji zaczął grać, gdy wraz z Isaacem Slade'em i Dave'em Welshem byli członkami zespołu Ember.
Pasją Bena jest fotografia, swój wolny czas poświęca robieniu zdjęć. Jego nazwisko jest polskie.